# Powiat Opoczyński
Der Powiat Opoczyński ist ein Powiat (Kreis) in der polnischen Woiwodschaft Łódź. Der Powiat hat eine Fläche von 1038,77 Quadratkilometern, auf der etwa 78.500 Einwohner leben.

## Gemeinden
Der Powiat umfasst acht Gemeinden, davon vier Stadt-und-Land-Gemeinden und vier Landgemeinden.

### Stadt-und-Land-Gemeinden
- Białaczów
- Drzewica
- Opoczno
- Żarnów

### Landgemeinden
- Mniszków
- Paradyż
- Poświętne
- Sławno